# Stanislaus Norlin
Johan Oskar Stanislaus Norlin, född 27 juni 1897 i Nordingrå församling, Västernorrlands län, död 20 april 1966 i  Uppsala domkyrkoförsamling, var en svensk apotekare.
Norlin, som var son till fanjunkare Oscar Norlin och Anna Melander, avlade studentexamen i Umeå 1918, farmacie kandidatexamen 1922 och apotekarexamen 1931. Han var elev vid apoteket i Sollefteå 1918–1921, anställd i Östhammar 1922–1925, i Bollnäs 1925–1929, i Råsunda och i Bollnäs 1931–1939, varav som föreståndare 14 månader. Han erhöll privilegier på apoteket i Torshälla 1939, på apoteket i Filipstad 1945 och var innehavare av apoteket i Söderhamn från 1951 till pensioneringen 1964.
Norlin var vice ordförande i studentkåren vid Farmaceutiska institutet 1930–1931, fullmäktig i stockholmskretsen av Sveriges farmaceutförbund 1930–1932, ledamot av dess styrelse 1930–1931, vice ordförande i Gävleborgs-Dala krets 1932–1937, ledamot av styrelsen i Närkes-Västmanlandskretsen av Sveriges apotekarförbund 1940–1946, ledamot av Torshälla stadsfullmäktige 1943–1945 och vice ordförande i Torshälla stads hälsovårdsnämnd 1943–1945. 
Norlin omkom tillsammans med sin fru Ebba Cecilia, född Sylvan, i en trafikolycka i Hörle nära Värnamo.